# Viceadmirál
Viceadmirál, zastarale i místoadmirál, je široce používaná námořní hodnost. Jedná se o druhou admirálskou hodnost (někdy se používá výraz vlajkový důstojník), je nad hodností kontradmirál a níže než admirál. V pozemních silách mu odpovídá hodnost generálporučík. Zpravidla bývá označován dvěma nebo třemi hvězdami.